# Sharon Small
Sharon Small (Glasgow, 1 januari 1967) is een Schotse actrice. Ze is het meest bekend door haar rol als detective sergeant Barbara Havers in de langlopende BBC tv serie The Inspector Lynley Mysteries (gebaseerd op de detectives van de Amerikaanse schrijfster Elizabeth George).
Ze is de oudste van een gezin met vijf kinderen. Groeide op in Fife aan het Firth of Forth. Ze volgde haar drama opleiding aan het Kirkcaldy College (waar ook de acteurs Ewan McGregor en Dougray Scott lessen volgden). Ze vervolgde haar studie aan Mountview Academy of Theatre Arts in Londen. 
Small woont in Londen met man en twee zoons.
Small werkte mee aan de theaterproductie van de The Threepenny Opera in de rol van Polly (1994) (die op CD is uitgebracht). Tevens acteerde ze in 'When Harry Met Sally' naast Alyson Hannigan (bekend van Buffy The Vampire Slayer). In 2016 speelde ze opnieuw mee in The Threepence Opera, nu door het Royal National Theatre in de rol van Jenny Diver. Lovend besproken voor haar optreden als actrice en zangeres door recensent Stephen Collins. Deze musical is ook online te downloaden.

## Filmografie
- Bibsys: 6043023
- Library of Congress Control Number: no2004087803
- Virtual International Authority File: 19396007
- WorldCat: E39PBJm9dmhDG3d6D4XvbV4wmd